# آبدولایه سه‌یه
آبدولایه سه‌یه (فرانسوی: Abdoulaye Seye‎؛ ۳۰ ژوئیه ۱۹۳۴ – ۱۳ اکتبر ۲۰۱۱) دونده اهل فرانسه بود.
وی در مسابقات کشوری و بین‌المللی در مجموع برندهٔ ۱ مدال طلا، ۱ مدال برنز شده‌است.